# اولگا استراژوا
اولگا استراژوا (روسی: Ольга Владимировна Стражева؛ زادهٔ ۱۲ نوامبر ۱۹۷۲) ژیمناست هنری اوکراینی‌تبار اهل شوروی بود.